# Итамбарака
Итамбарака (порт. Itambaracá) — муниципалитет в Бразилии, входит в штат Парана. Составная часть мезорегиона Север Пиунейру-Паранаэнси. Входит в экономико-статистический микрорегион Корнелиу-Прокопиу. Население составляет 5148 человек на 2006 год. Занимает площадь 207,003 км². Плотность населения — 24,9 чел./км².
Основан в 1892 году.

## Статистика
- Валовой внутренний продукт на 2003 год составляет 54 816 143,00 реалов (данные: Бразильский институт географии и статистики).
- Валовой внутренний продукт на душу населения на 2003 год составляет 9077,02 реалов (данные: Бразильский институт географии и статистики).
- Индекс развития человеческого потенциала на 2000 год составляет 0,715 (данные: Программа развития ООН).